# Pont de Sant Andreu de Terri
El Pont de Sant Andreu de Terri és una obra gòtica de Cornellà del Terri (Pla de l'Estany) inclosa a l'Inventari del Patrimoni Arquitectònic de Catalunya.

## Descripció
Pont medieval que travessa sobre el Terri, format per tres arcs de mig punt, el central més gran, de carreus ben tallats. La resta de la fàbrica és formada per peces de pedra irregular.
És interessant l'estructura de ferro situada al damunt que permet augmentar l'amplada de pas. La part corresponent a les voreres queda en voladís, el terra és format per una xapa metàl·lica i els suports així com la barana són fets amb perfils de ferro amb les unions reblonades.

## Història
La passera metàl·lica hauria estat construïda a finals del segle passat o principis d'aquest.